# Yaw Moses
Yaw Moses (7 gennaio 1999) è un calciatore ghanese, centrocampista dell'İmişli.

## Carriera
Cresciuto nel settore giovanile dei Charity Stars, nel febbraio del 2017 è approdato in Europa al club portoghese dell'Arouca, dove è stato inizialmente aggregato alle giovanili. Ha esordito in prima squadra il 13 agosto dello stesso anno, in occasione dell'incontro di Segunda Liga pareggiato 2-2 contro il Porto B. Nel corso degli anni, pur non avendo giocato con continuità, ha contribuito alla scalata della squadra dalla terza divisione fino alla massima serie portoghese. Ha esordito in Primeira Liga il 5 agosto 2022, nell'incontro perso per 4-0 sul campo del Benfica.

## Statistiche

### Presenze e reti nei club
Statistiche aggiornate al 28 agosto 2022.
| Stagione        | Squadra         | Campionato      | Campionato | Campionato | Coppe nazionali | Coppe nazionali | Coppe nazionali | Coppe continentali | Coppe continentali | Coppe continentali | Altre coppe | Altre coppe | Altre coppe | Totale | Totale |
| Stagione        | Squadra         | Comp            | Pres       | Reti       | Comp            | Pres            | Reti            | Comp               | Pres               | Reti               | Comp        | Pres        | Reti        | Pres   | Reti   |
| --------------- | --------------- | --------------- | ---------- | ---------- | --------------- | --------------- | --------------- | ------------------ | ------------------ | ------------------ | ----------- | ----------- | ----------- | ------ | ------ |
| 2017-2018       | Arouca          | LdH             | 4          | 0          | CP+CdL          | 0               | 0               |                    | -                  | -                  |             | -           | -           | 4      | 0      |
| 2018-2019       | Arouca          | LdH             | 0          | 0          | CP+CdL          | 0               | 0               |                    | -                  | -                  |             | -           | -           | 0      | 0      |
| 2019-2020       | Arouca          | CdP             | 14         | 1          | CP              | 1               | 0               |                    | -                  | -                  |             | -           | -           | 15     | 1      |
| 2020-2021       | Arouca          | LdH             | 11         | 0          | CP              | 0               | 0               |                    | -                  | -                  |             | -           | -           | 11     | 0      |
| 2021-2022       | Arouca          | PL              | 0          | 0          | CP+CdL          | 0               | 0               |                    | -                  | -                  |             | -           | -           | 0      | 0      |
| 2022-2023       | Arouca          | PL              | 4          | 0          | CP+CdL          | 0               | 0               |                    | -                  | -                  |             | -           | -           | 4      | 0      |
| Totale carriera | Totale carriera | Totale carriera | 33         | 1          |                 | 1               | 0               |                    | -                  | -                  |             | -           | -           | 34     | 1      |